# Episodi di A passo di danza
La prima e unica stagione della serie televisiva A passo di danza è stata trasmessa in prima visione assoluta negli Stati Uniti da ABC Family in due parti: la prima (ep. 1-10) è stata trasmessa dall'11 giugno al 20 agosto 2012; la seconda (ep. 11-18) è stata invece trasmessa dal 7 gennaio al 25 febbraio 2013.
In Italia la stagione è stata trasmessa in prima visione dal canale pay Mya, della piattaforma Mediaset Premium, dal 12 marzo al 7 maggio 2013.
In chiaro la serie è inedita.
| nº | Titolo originale                      | Titolo italiano                                   | Prima TV USA     | Prima TV Italia |
| -- | ------------------------------------- | ------------------------------------------------- | ---------------- | --------------- |
| 1  | Pilot                                 | Via da Las Vegas                                  | 11 giugno 2012   | 12 marzo 2013   |
| 2  | For Fanny                             | Per Fanny                                         | 18 giugno 2012   | 12 marzo 2013   |
| 3  | Inherit the Wind                      | Un'eredità difficile                              | 25 giugno 2012   | 19 marzo 2013   |
| 4  | Better Luck Next Year                 | Andrà meglio l'anno prossimo!                     | 9 luglio 2012    | 19 marzo 2013   |
| 5  | Money for Nothing                     | Per qualche bolletta in più                       | 16 luglio 2012   | 26 marzo 2013   |
| 6  | Movie Truck                           | Il cinefurgone                                    | 23 luglio 2012   | 26 marzo 2013   |
| 7  | What's Your Damage, Heather?          | Che ti prende Heather?                            | 30 luglio 2012   | 2 aprile 2013   |
| 8  | Blank Up, It's Time                   | Una colazione depravata                           | 6 agosto 2012    | 2 aprile 2013   |
| 9  | No One Takes Khaleesi's Dragons       | La bottega del caffè                              | 13 agosto 2012   | 9 aprile 2013   |
| 10 | A Nutcracker in Paradise              | Uno schiaccianoci a Paradise                      | 20 agosto 2012   | 9 aprile 2013   |
| 11 | You Wanna See Something?              | Volete vedere qualcosa?                           | 7 gennaio 2013   | 16 aprile 2013  |
| 12 | Channing Tatum Is a Fine Actor        | Il vero nome di John Wayne era Marion             | 14 gennaio 2013  | 16 aprile 2013  |
| 13 | I'll Be Your Meyer Lansky             | Sarò il tuo Meyer Lansky                          | 21 gennaio 2013  | 23 aprile 2013  |
| 14 | The Astronaut and the Ballerina       | L'astronauta e la ballerina                       | 28 gennaio 2013  | 23 aprile 2013  |
| 15 | Take the Vicuna                       | Prendete quello di vigogna                        | 4 febbraio 2013  | 30 aprile 2013  |
| 16 | There's Nothing Worse than a Pantsuit | Non c'è niente di peggio di un completo pantalone | 11 febbraio 2013 | 30 aprile 2013  |
| 17 | It's Not a Mint                       | Non è una zecca                                   | 18 febbraio 2013 | 7 maggio 2013   |
| 18 | Next!                                 | Il prossimo!                                      | 25 febbraio 2013 | 7 maggio 2013   |